# ترمشنا
ترمشنا (به لاتین: Třemešná) یک سکونتگاه مسکونی در جمهوری چک است که در Bruntál District واقع شده‌است.

## خصوصیات
ترمشنا ۲۰٫۹۴ کیلومترمربع مساحت و ۹۴۲ نفر جمعیت دارد و ۳۶۵ متر بالاتر از سطح دریا واقع شده‌است.